# シャルル・フィリップ・ド・クロイ

シャルル・フィリップの紋章

シャルル・フィリップ・ド・クロイ（フランス語：Charles Philippe de Croÿ, 1549年9月1日 - 1613年11月23日）は、アーヴル侯。南ネーデルラントの軍人、政治家。

## 生涯
シャルル・フィリップはフィリップ2世・ド・クロイと2番目の妃アンヌ・ド・ロレーヌの息子である。代父は皇帝カール5世とその息子の、後のスペイン王フェリペ2世であった。
1568年にアルバ公フェルナンド・アルバレス・デ・トレドのもとでオラニエ公ウィレム1世と戦い、その1年後にはフランス王シャルル9世のもとでユグノーと戦った。シャルル・フィリップはモンコントゥールの戦いで重傷を負い、アーヴル城でアンブロワーズ・パレによる治療を受けた。シャルル・フィリップはフェリペ2世の腹心であり、低地諸国の評議会の議員となった。1576年、シャルル・フィリップはアントウェルペン略奪を阻止しようとしたが失敗に終わった。1577年にはブリュッセル同盟側に逃亡し、反乱軍からイングランド大使の地位を与えられた。
1579年、シャルル・フィリップはアドルフ・ファン・メートケルケとともにアルトワで任務に就いていたが、フェリペ2世の陣営に亡命した。シャルル・フィリップは恩赦されたが、その後8年間活動を休止した。1587年、従弟のロレーヌ公シャルル3世を支援するために遠征軍に派遣された。シャルル・フィリップは再び評議会議員になり、フェリペ2世の絶対主義政策の忠実な支持者となった。
1594年、シャルル・フィリップはオーストリア大公エルンストによりブルグント・クライスの代表としてレーゲンスブルクの帝国議会に派遣され、帝国諸侯となった。
1599年にシャルル・フィリップは金羊毛騎士団の騎士となった。

## 結婚と子女
シャルル・フィリップは1570年にディアーヌ・ド・ドマルタン（1552年 - 1625年）と結婚した。2人の間には以下の子女が生まれた。
- ドロテ（1575年 - 1662年） - 従兄弟シャルル3世と結婚
- シャルル・アレクサンドル（1581年 - 1624年） - アーヴル侯[1]
- エルネスト（1583年 - 1620年） - アンナ・フォン・ポンメルンと結婚、エルンスト・ボギスラフ・フォン・クロイの父
- クリスティーヌ（1591年 - 1664年） - フィリップ・オットー・フォン・ザルム＝ザルムと結婚